# Ludwig Lachmann
Ludwig Lachmann, född 1906, död 1990, var en tysk ekonom, känd som anhängare av och viktig influens inom den österrikiska skolan.
Lachmann fick sin doktorsexamen vid universitetet i Berlin, där han var inskriven som forskarstudent mellan 1924 och 1933. Han blev först intresserad av österrikisk ekonomi då han tillbringade sommaren 1926 vid universitetet i Zürich. Lachman flyttade till England 1933 och under tiden vid London School of Economics lärde han känna F. A. Hayek. 1948 flyttade han till Johannesburg i Sydafrika, då han hade accepterat en professur vid Witwatersrand-universitetet. Där skulle han stanna resten av sitt liv.
Lachmann blev övertygad om att den österrikiska skolan hade glidit ifrån Carl Mengers ursprungliga vision om en helt subjektiv nationalekonomi. Enligt Lachmann skulle österrikisk teori karakteriseras som ett evolutionärt, eller "genetisk-kausalt", angreppssätt, kontrasterat mot den jämvikt och perfekt kunskap som figurerade i Neoklassisk ekonomi.
Lachmanns "fundamentalistiska" österrikiska approach var dock sällsynt bland andra österrikiska ekonomer, som huvudsakligen såg sig som en del av ekonomins huvudfåra. Numera utgör Lachmanns teori grundvalen för den "radikal-subjektivistiska" delen av den österrikiska skolan. Han utövade stort inflytande på den sentida amerikanska österrikiska skolan.